# 溪巴温
溪巴温，北宋河湟吐蕃大首领，唃厮啰家族成员，必鲁匝之子。
必鲁匝去世后，溪巴温嗣为首领。因他不善于管理部落，其舅郎格占协理内外事务。后因属下首领鬼章势强，与郎格占有矛盾，于是溪巴温被驱逐投奔木波部。唃厮啰第三子董毡的养子阿里骨担任青唐国主后，讨伐不降服的诸部落。溪巴温害怕祸及己身，于是投奔陇逋部，借口出家为僧，迷惑阿里骨，图谋恢复对唃厮啰家族的统治。宋哲宗绍圣三年（1096年）阿里骨死后，乘青唐政局动荡，举兵入据溪哥城（今青海贵德境），自称王子。其子陇拶成为唃厮啰国第五任君主，另有子溪赊罗撒、益麻党征。